# Скіньяно
Скіньяно (італ. Schignano) — муніципалітет в Італії, у регіоні Ломбардія, провінція Комо.
Скіньяно розташоване на відстані близько 530 км на північний захід від Рима, 55 км на північ від Мілана, 14 км на північ від Комо.
Населення — 851 особа (2014).

## Демографія
Населення за роками:

Станом на 1 січня 2023 року в муніципалітеті офіційно проживало 37 іноземців з 16 країн, серед них 13 громадян країн Євросоюзу та 5 громадян України.

## Сусідні муніципалітети
- Ардженьо
- Брієнно
- Бруцелла
- Каббіо
- Карате-Уріо
- Казаско-д'Інтельві
- Черано-д'Інтельві
- Діццаско
- Мольтразіо